# 柯氏副寄居蟹
柯氏副寄居蟹（学名：Icelopagurus crosnieri）为寄居蟹科副寄居蟹屬下的一个种。